# Grand Slam (tenis)
Grand Slam, v počeštěné podobě také často grandslam, je nejvyšší kategorie mužského a ženského profesionálního okruhu v tenise, která v jedné sezóně zahrnuje čtyři turnaje – anglicky nazývané také jako „majory“: Australian Open, French Open (Roland Garros), Wimbledon a US Open.
V základním významu je za Grand Slam označováno vítězství na všech čtyřech nejvýznamnějších mezinárodních tenisových turnajích během jednoho kalendářního roku, tzv. kalendářní grandslam. Zisk všech titulů za sebou bez ohledu na jejich pořadí, tj. ve dvou sezónách, získalo označení nekalendářní grandslam. Výhra na všech grandslamech během kariéry se nazývá kariérní grandslam. V obecném významu se pak tyto události označují také jako „turnaje velké čtyřky“.
V roce 1946 se Wimbledon konal před Roland Garros a v roce 1977 byl Australian Open hrán dvakrát, v lednu a prosinci. Do otevřené éry tenisu, která začala roku 1968, nesly turnaje označení Championships. Od roku 1968 mají v názvu Open (Australian Open, French Open, US Open). Systém 32členného nasazování byl zaveden ve Wimbledonu 2001.
Rada Grand Slamů rozhodla o implementaci změn od sezón 2018 a 2019. Od Australian Open 2018 došlo ke sjednocení času pro rozehrání výměny na 25 sekund. Tenisté hlavních soutěž nucení odstoupit pro zranění po úterý v týdnu před zahájením majoru získali nárok na náhradu ve výši polovičního výdělku vyřazených z prvního kola. Druhá polovina připadla šťastně poraženým kvalifikantům.
Od Roland Garros 2022 do Australian Open 2023 byl na grandslamech testován jednotný formát ukončení rozhodujících setů téměř všech soutěží dospělých, juniorů i vozíčkářů včetně kvalifikací, který následně ITF implementovala do pravidel. Za stavu her 6–6 v rozhodující sadě následuje tiebreak do 10 bodů, s minimálně dvoubodovým rozdílem.

## Turnaje
| Turnaj          | založení | založení | areál                                           | povrch | počet | počet | počet | formát | ukončení rozhodujícího setu        | datum                        | dotace         |
| Turnaj          | muži     | ženy     | areál                                           | povrch | D     | Č     | X     | formát | ukončení rozhodujícího setu        | datum                        | dotace         |
| --------------- | -------- | -------- | ----------------------------------------------- | ------ | ----- | ----- | ----- | --- | ---------------------------------- | ---------------------------- | -------------- |
| Australian Open | 1905     | 1922     | Melbourne Park Melbourne, Austrálie             | tvrdý  | 128   | 64    | 32    | Na 3 vítězné sety - dvouhra mužů Na 2 vítězné sety - dvouhra žen - čtyřhra mužů - čtyřhra žen - smíšená čtyřhra | 10bodový tiebreak za stavu her 6–6 | 12. ledna 26. ledna 2025     | 96 500 000 AUD |
| French Open     | 1891     | 1897     | Stade Roland-Garros Paříž, Francie              | antuka | 128   | 64    | 32    | Na 3 vítězné sety - dvouhra mužů Na 2 vítězné sety - dvouhra žen - čtyřhra mužů - čtyřhra žen - smíšená čtyřhra | 10bodový tiebreak za stavu her 6–6 | 25. května 8. června 2025    | 56 352 000 EUR |
| Wimbledon       | 1877     | 1884     | All England Club Londýn, Velká Británie         | tráva  | 128   | 64    | 32    | Na 3 vítězné sety - dvouhra mužů Na 2 vítězné sety - dvouhra žen - čtyřhra mužů - čtyřhra žen - smíšená čtyřhra | 10bodový tiebreak za stavu her 6–6 | 30. června 13. července 2025 | 53 500 000 GBP |
| US Open         | 1881     | 1887     | NTC Billie Jean Kingové New York, Spojené státy | tvrdý  | 128   | 64    | 16    | Na 3 vítězné sety - dvouhra mužů Na 2 vítězné sety - dvouhra žen - čtyřhra mužů - čtyřhra žen - smíšená čtyřhra | 10bodový tiebreak za stavu her 6–6 | 26. srpna 8. září 2024       | 75 000 000 USD |

## Úřadující vítězové
| Soutěž  | Soutěž  | Australian Open                       | Australian Open | French Open                         | French Open | Wimbledon                               | Wimbledon | US Open                                | US Open |
| Soutěž  | Soutěž  | 2025                                  | 2025            | 2025                                | 2025        | 2025                                    | 2025      | 2024                                   | 2024    |
| ------- | ------- | ------------------------------------- | --------------- | ----------------------------------- | ----------- | --------------------------------------- | --------- | -------------------------------------- | ------- |
| Dvouhra | muži    | Jannik Sinner                         | pavouk          | Carlos Alcaraz                      | pavouk      | Jannik Sinner                           | pavouk    | Jannik Sinner                          | pavouk  |
| Dvouhra | ženy    | Madison Keysová                       | pavouk          | Coco Gauffová                       | pavouk      | Iga Świąteková                          | pavouk    | Aryna Sabalenková                      | pavouk  |
| Čtyřhra | muži    | Harri Heliövaara Henry Patten         | pavouk          | Marcel Granollers Horacio Zeballos  | pavouk      | Julian Cash Lloyd Glasspool             | pavouk    | Max Purcell Jordan Thompson            | pavouk  |
| Čtyřhra | ženy    | Kateřina Siniaková Taylor Townsendová | pavouk          | Sara Erraniová Jasmine Paoliniová   | pavouk      | Veronika Kuděrmetovová Elise Mertensová | pavouk    | Ljudmyla Kičenoková Jeļena Ostapenková | pavouk  |
| Čtyřhra | mix     | Olivia Gadecká John Peers             | pavouk          | Sara Erraniová Andrea Vavassori     | pavouk      | Kateřina Siniaková Sem Verbeek          | pavouk    | Sara Erraniová Andrea Vavassori        | pavouk  |
| Dvouhra | chlapci | Henry Bernet                          | pavouk          | Niels McDonald                      | pavouk      | Ivan Ivanov                             | pavouk    | Rafael Jódar                           | pavouk  |
| Dvouhra | dívky   | Wakana Sonobeová                      | pavouk          | Lilli Taggerová                     | pavouk      | Mia Pohánková                           | pavouk    | Mika Stojsavljevicová                  | pavouk  |
| Čtyřhra | chlapci | Maxwell Exsted Jan Kumstát            | pavouk          | Oskari Paldanius Alan Ważny         | pavouk      | Oskari Paldanius Alan Ważny             | pavouk    | Maxim Mrva Rei Sakamoto                | pavouk  |
| Čtyřhra | dívky   | Annika Pěničková Kristina Pěničková   | pavouk          | Eva Bennemannová Sonja Zhenikhovová | pavouk      | Kristina Pěničková Vendula Valdmannová  | pavouk    | Malak Allamiová Emily Sartz-Lundeová   | pavouk  |

## Mužská dvouhra

### Tenisté s kariérním Grand Slamem
Kariérní grandslam v mužské dvouhře získalo 8 tenistů. Pouze Srb Novak Djoković jej triumfem na French Open 2023 zkompletoval třikrát. Australané Roy Emerson s Rodem Laverem a Španěl Rafael Nadal jej završili dvakrát, australští hráči v 60. letech dvacátého století a Nadal podruhé na Australian Open 2022. Původně grandslam probíhal na trávě (Australian Open, Wimbledon a US Open) a na antuce (French Open). První čtyři singlisté tak dosáhli všech titulů na dvou površích. US Open přešel k antuce v roce 1975 a po dalších třech sezónách změnil povrch na tvrdý. Australian Open vyměnil trávu za tvrdý povrch v roce 1988. Poslední čtyři singlisté (Agassi, Federer, Nadal, Djoković) tak vyhráli již na třech površích.
| Tenisté, kteří vyhráli všechny čtyři Grand Slamy                                                                                              | Tenisté, kteří vyhráli všechny čtyři Grand Slamy | Tenisté, kteří vyhráli všechny čtyři Grand Slamy | Tenisté, kteří vyhráli všechny čtyři Grand Slamy | Tenisté, kteří vyhráli všechny čtyři Grand Slamy | Tenisté, kteří vyhráli všechny čtyři Grand Slamy |
| Tenista | Australian Open                                  | French Open                                      | Wimbledon                                        | US Open                                          | věk zkompletování                                |
| --- | ------------------------------------------------ | ------------------------------------------------ | ------------------------------------------------ | ------------------------------------------------ | ------------------------------------------------ |
| Fred Perry (GBR) | 1934                                             | 1935                                             | 1934                                             | 1933                                             | 26 let a 15 dní                                  |
| Don Budge (USA) | 1938                                             | 1938                                             | 1937                                             | 1937                                             | 22 let a 357 dní                                 |
| Rod Laver (AUS) | 1960                                             | 1962                                             | 1961                                             | 1962                                             | 24 let a 32 dní                                  |
| Roy Emerson (AUS) | 1961                                             | 1963                                             | 1964                                             | 1961                                             | 27 let a 244 dní                                 |
| Andre Agassi (USA) | 1995                                             | 1999                                             | 1992                                             | 1994                                             | 29 let a 38 dní                                  |
| Roger Federer (SUI) | 2004                                             | 2009                                             | 2003                                             | 2004                                             | 27 let a 203 dní                                 |
| Rafael Nadal (ESP) | 2009                                             | 2005                                             | 2008                                             | 2010                                             | 24 let a 101 dní                                 |
| Novak Djoković (SRB) | 2008                                             | 2016                                             | 2011                                             | 2011                                             | 29 let a 14 dní                                  |
| Uvedeny jsou vždy roky prvních titulů; tučně je zvýrazněn poslední čtvrtý turnaj, kterým hráč zkompletoval kariérní Grand Slam a věk završení |                                                  |                                                  |                                                  |                                                  |                                                  |

### Tenisté s pěti a více tituly od 1877
| P   | tenista          | titulů | Australian Open | French Open | Wimbledon | US Open |
| --- | ---------------- | ------ | --------------- | ----------- | --------- | ------- |
| 1.  | Novak Djoković   | 24     | 10              | 3           | 7         | 4       |
| 2.  | Rafael Nadal     | 22     | 2               | 14          | 2         | 4       |
| 3.  | Roger Federer    | 20     | 6               | 1           | 8         | 5       |
| 4.  | Pete Sampras     | 14     | 2               | 0           | 7         | 5       |
| 5.  | Roy Emerson      | 12     | 6               | 2           | 2         | 2       |
| 6.  | Rod Laver        | 11     | 3               | 2           | 4         | 2       |
| 6.  | Björn Borg       | 11     | 0               | 6           | 5         | 0       |
| 8.  | Bill Tilden      | 10     | 0               | 0           | 3         | 7       |
| 9.  | Fred Perry       | 8      | 1               | 1           | 3         | 3       |
| 9.  | Ken Rosewall     | 8      | 4               | 2           | 0         | 2       |
| 9.  | Jimmy Connors    | 8      | 1               | 0           | 2         | 5       |
| 9.  | Ivan Lendl       | 8      | 2               | 3           | 0         | 3       |
| 9.  | Andre Agassi     | 8      | 4               | 1           | 1         | 2       |
| 14. | Richard Sears    | 7      | 0               | 0           | 0         | 7       |
| 14. | William Renshaw  | 7      | 0               | 0           | 7         | 0       |
| 14. | William Larned   | 7      | 0               | 0           | 0         | 7       |
| 14. | René Lacoste     | 7      | 0               | 3           | 2         | 2       |
| 14. | Henri Cochet     | 7      | 0               | 4           | 2         | 1       |
| 14. | John Newcombe    | 7      | 2               | 0           | 3         | 2       |
| 14. | John McEnroe     | 7      | 0               | 0           | 3         | 4       |
| 14. | Mats Wilander    | 7      | 3               | 3           | 0         | 1       |
| 22  | Lawrence Doherty | 6      | 0               | 0           | 5         | 1       |
| 22  | Tony Wilding     | 6      | 2               | 0           | 4         | 0       |
| 22  | Jack Crawford    | 6      | 4               | 1           | 1         | 0       |
| 22  | Don Budge        | 6      | 1               | 1           | 2         | 2       |
| 22  | Stefan Edberg    | 6      | 2               | 0           | 2         | 2       |
| 22  | Boris Becker     | 6      | 2               | 0           | 3         | 1       |
| 28. | Frank Sedgman    | 5      | 2               | 0           | 1         | 2       |
| 28. | Tony Trabert     | 5      | 0               | 2           | 1         | 2       |
| 28. | Carlos Alcaraz   | 5      | 0               | 2           | 2         | 1       |

### Nejvíce titulů podle turnaje
| Rekordní počet od roku 1877 | Rekordní počet od roku 1877 | Rekordní počet od roku 1877              |
| Grand Slam                  | titulů                      | tenista                                  |
| --------------------------- | --------------------------- | ---------------------------------------- |
| Australian Open             | 10                          | Novak Djoković                           |
| French Open                 | 14                          | Rafael Nadal                             |
| Wimbledon                   | 8                           | Roger Federer                            |
| US Open                     | 7                           | Richard Sears William Larned Bill Tilden |

| Rekordní počet open éry od roku 1968 | Rekordní počet open éry od roku 1968 | Rekordní počet open éry od roku 1968     |
| Grand Slam                           | titulů                               | tenista                                  |
| ------------------------------------ | ------------------------------------ | ---------------------------------------- |
| Australian Open                      | 10                                   | Novak Djoković                           |
| French Open                          | 14                                   | Rafael Nadal                             |
| Wimbledon                            | 8                                    | Roger Federer                            |
| US Open                              | 5                                    | Jimmy Connors Pete Sampras Roger Federer |

### Vítězové tří a více titulů v řadě
| Titulů | tenista        | sezóny    |
| ------ | -------------- | --------- |
| 6      | Don Budge      | 1937–1938 |
| 4      | Rod Laver      | 1962      |
| 4      | Rod Laver      | 1969      |
| 4      | Novak Djoković | 2015–2016 |
| 3      | Jack Crawford  | 1933      |
| 3      | Tony Trabert   | 1955      |
| 3      | Lew Hoad       | 1956      |
| 3      | Roy Emerson    | 1964–1965 |
| 3      | Pete Sampras   | 1993–1994 |
| 3      | Roger Federer  | 2005–2006 |
| 3      | Roger Federer  | 2006–2007 |
| 3      | Rafael Nadal   | 2010      |
| 3      | Novak Djoković | 2011–2012 |
| 3      | Novak Djoković | 2018–2019 |
| 3      | Novak Djoković | 2021      |

### Vítězové čtyř a více titulů v řadě na jediném turnaji
| Titulů | tenista          | Grand Slam               | sezóny    |
| ------ | ---------------- | ------------------------ | --------- |
| 7      | Richard Sears    | U.S. Championships       | 1881–1887 |
| 6      | William Renshaw  | Wimbledon                | 1881–1886 |
| 6      | Bill Tilden      | U.S. Championships       | 1920–1925 |
| 5      | Lawrence Doherty | Wimbledon                | 1902–1906 |
| 5      | William Larned   | U.S. Championships       | 1907–1911 |
| 5      | Roy Emerson      | Australian Championships | 1963–1967 |
| 5      | Björn Borg       | Wimbledon                | 1976–1980 |
| 5      | Roger Federer    | Wimbledon                | 2003–2007 |
| 5      | Roger Federer    | US Open                  | 2004–2008 |
| 5      | Rafael Nadal     | French Open              | 2010–2014 |
| 4      | Reginald Doherty | Wimbledon                | 1897–1900 |
| 4      | Tony Wilding     | Wimbledon                | 1910–1913 |
| 4      | Björn Borg       | French Open              | 1978–1981 |
| 4      | Pete Sampras     | Wimbledon                | 1997–2000 |
| 4      | Rafael Nadal     | French Open              | 2005–2008 |
| 4      | Rafael Nadal     | French Open              | 2017–2020 |
| 4      | Novak Djoković   | Wimbledon                | 2018–2022 |

### Nejvíce let v řadě alespoň s jedním titulem
| Počet let | období    | tenista        |
| --------- | --------- | -------------- |
| 10        | 2005–2014 | Rafael Nadal   |
| 8         | 1974–1981 | Björn Borg     |
| 8         | 1993–2000 | Pete Sampras   |
| 8         | 2003–2010 | Roger Federer  |
| 7         | 1881–1887 | Richard Sears  |
| 7         | 2011–2016 | Novak Djoković |

### Tituly otevřené éry podle států
| P   | stát                    | titulů |
| --- | ----------------------- | ------ |
| 1.  | Spojené státy americké  | 51     |
| 2.  | Španělsko               | 34     |
| 3.  | Švédsko                 | 25     |
| 4.  | Srbsko                  | 24     |
| 5.  | Švýcarsko               | 23     |
| 6.  | Austrálie               | 20     |
| 7.  | Československo Česko    | 12     |
| 8.  | Německo Západní Německo | 7      |
| 9.  | Argentina               | 6      |
| 10. | Rusko                   | 5      |
| 10. | Itálie                  | 5      |
| 12. | Brazílie                | 3      |
| 12. | Spojené království      | 3      |
| 14. | Chorvatsko              | 2      |
| 14. | Jižní Afrika            | 2      |
| 14. | Rakousko                | 2      |
| 14. | Rumunsko                | 2      |
| 18. | Ekvádor                 | 1      |
| 18. | Francie                 | 1      |
| 18. | Nizozemsko              | 1      |

## Ženská dvouhra

### Tenistky s kariérním Grand Slamem
Kariérní grandslam v ženské dvouhře získalo 10 tenistek. Navrátilová s Evertovou jej zkompletovaly dvakrát, Courtová se Serenou Williamsovou třikrát a Grafová čtyřikrát.
| Tenistky, které vyhrály všechny čtyři Grand Slamy                                                                                                | Tenistky, které vyhrály všechny čtyři Grand Slamy | Tenistky, které vyhrály všechny čtyři Grand Slamy | Tenistky, které vyhrály všechny čtyři Grand Slamy | Tenistky, které vyhrály všechny čtyři Grand Slamy | Tenistky, které vyhrály všechny čtyři Grand Slamy |
| Tenistka | Australian Open                                   | French Open                                       | Wimbledon                                         | US Open                                           | věk zkompletování                                 |
| --- | ------------------------------------------------- | ------------------------------------------------- | ------------------------------------------------- | ------------------------------------------------- | ------------------------------------------------- |
| Maureen Connollyová (USA) | 1953                                              | 1953                                              | 1952                                              | 1951                                              | 18 let                                            |
| Doris Hartová (USA) | 1949                                              | 1950                                              | 1951                                              | 1954                                              | 29 let                                            |
| Shirley Fryová (USA) | 1957                                              | 1951                                              | 1956                                              | 1956                                              | 29 let                                            |
| Margaret Courtová (AUS) | 1960                                              | 1962                                              | 1963                                              | 1962                                              | 20 let                                            |
| Billie Jean Kingová (USA) | 1968                                              | 1972                                              | 1966                                              | 1967                                              | 28 let                                            |
| Chris Evertová (USA) | 1982                                              | 1974                                              | 1974                                              | 1975                                              | 28 let                                            |
| Martina Navrátilová (USA) | 1981                                              | 1982                                              | 1978                                              | 1983                                              | 26 let                                            |
| Steffi Grafová (GER) | 1988                                              | 1987                                              | 1988                                              | 1988                                              | 19 let                                            |
| Serena Williamsová (USA) | 2003                                              | 2002                                              | 2002                                              | 1999                                              | 21 let                                            |
| Maria Šarapovová (RUS) | 2008                                              | 2012                                              | 2004                                              | 2006                                              | 25 let                                            |
| Uvedeny jsou vždy roky prvních titulů; tučně je zvýrazněn poslední čtvrtý turnaj, kterým hráčka zkompletovala kariérní Grand Slam a věk završení |                                                   |                                                   |                                                   |                                                   |                                                   |

### Tenistky s pěti a více tituly od 1877
| P   | tenistka                     | titulů | Australian Open | French Open | Wimbledon | US Open |
| --- | ---------------------------- | ------ | --------------- | ----------- | --------- | ------- |
| 1.  | Margaret Courtová            | 24     | 11              | 5           | 3         | 5       |
| 2.  | Serena Williamsová           | 23     | 7               | 3           | 7         | 6       |
| 3.  | Steffi Grafová               | 22     | 4               | 6           | 7         | 5       |
| 4.  | Helen Wills Moodyová         | 19     | 0               | 4           | 8         | 7       |
| 5.  | Chris Evertová               | 18     | 2               | 7           | 3         | 6       |
| 5.  | Martina Navrátilová          | 18     | 3               | 2           | 9         | 4       |
| 7.  | Billie Jean Kingová          | 12     | 1               | 1           | 6         | 4       |
| 8.  | / Monika Selešová            | 9      | 4               | 3           | 0         | 2       |
| 8.  | Maureen Connolly Brinkerová  | 9      | 1               | 2           | 3         | 3       |
| 10. | Suzanne Lenglenová           | 8      | 0               | 2           | 6         | 0       |
| 10. | / Molla Bjurstedt Malloryová | 8      | 0               | 0           | 0         | 8       |
| 12  | Maria Buenová                | 7      | 0               | 0           | 3         | 4       |
| 12  | Evonne Goolagongová          | 7      | 4               | 1           | 2         | 0       |
| 12  | Justine Heninová             | 7      | 1               | 4           | 0         | 2       |
| 12  | Dorothea Lambert Chambersová | 7      | 0               | 0           | 7         | 0       |
| 12  | Venus Williamsová            | 7      | 0               | 0           | 5         | 2       |
| 17. | Nancye Wynne Boltonová       | 6      | 6               | 0           | 0         | 0       |
| 17. | Louise Brough Clappová       | 6      | 1               | 0           | 4         | 1       |
| 17. | Margaret Osborne duPontová   | 6      | 0               | 2           | 1         | 3       |
| 17. | Doris Hartová                | 6      | 1               | 2           | 1         | 2       |
| 17. | Blanche Bingley Hillyardová  | 6      | 0               | 0           | 6         | 0       |
| 17. | Iga Świąteková               | 6      | 0               | 4           | 1         | 1       |
| 23. | Pauline Betz Addieová        | 5      | 0               | 0           | 1         | 4       |
| 23. | Charlotte Cooper Sterryová   | 5      | 0               | 0           | 5         | 0       |
| 23. | Daphne Akhurst Cozensová     | 5      | 5               | 0           | 0         | 0       |
| 23. | Lottie Dodová                | 5      | 0               | 0           | 5         | 0       |
| 23. | Althea Gibsonová             | 5      | 0               | 1           | 2         | 2       |
| 23. | Martina Hingisová            | 5      | 3               | 0           | 1         | 1       |
| 23. | Helen Jacobsová              | 5      | 0               | 0           | 1         | 4       |
| 23. | Alice Marbleová              | 5      | 0               | 0           | 1         | 4       |
| 23. | Maria Šarapovová             | 5      | 1               | 2           | 1         | 1       |

### Nejvíce titulů podle turnaje
| Rekordní počet od roku 1877 | Rekordní počet od roku 1877 | Rekordní počet od roku 1877 |
| Grand Slam                  | titulů                      | tenistka                    |
| --------------------------- | --------------------------- | --------------------------- |
| Australian Open             | 11                          | Margaret Courtová           |
| French Open                 | 7                           | Chris Evertová              |
| Wimbledon                   | 9                           | Martina Navrátilová         |
| US Open                     | 8                           | / Molla Malloryová          |

| Rekordní počet open éry od roku 1968 | Rekordní počet open éry od roku 1968 | Rekordní počet open éry od roku 1968 |
| Grand Slam                           | titulů                               | tenistka                             |
| ------------------------------------ | ------------------------------------ | ------------------------------------ |
| Australian Open                      | 7                                    | Serena Williamsová                   |
| French Open                          | 7                                    | Chris Evertová                       |
| Wimbledon                            | 9                                    | Martina Navrátilová                  |
| US Open                              | 6                                    | Chris Evertová Serena Williamsová    |

### Vítězky tří a více titulů v řadě
| Titulů | tenistka                    | sezóny    |
| ------ | --------------------------- | --------- |
| 6      | Maureen Connolly Brinkerová | 1952–1953 |
| 6      | Margaret Courtová           | 1969–1971 |
| 6      | Martina Navrátilová         | 1983–1984 |
| 5      | Steffi Grafová              | 1988–1989 |
| 4      | Steffi Grafová              | 1993–1994 |
| 4      | Serena Williamsová          | 2002–2003 |
| 4      | Serena Williamsová          | 2014–2015 |
| 3      | Helen Wills Moodyová        | 1928      |
| 3      | Helen Wills Moodyová        | 1929      |
| 3      | Margaret Courtová           | 1965–1966 |
| 3      | Billie Jean Kingová         | 1967–1968 |
| 3      | Billie Jean Kingová         | 1972      |
| 3      | Chris Evertová              | 1982–1983 |
| 3      | Steffi Grafová              | 1989–1990 |
| 3      | / Monika Selešová           | 1991–1992 |
| 3      | Steffi Grafová              | 1995      |
| 3      | Steffi Grafová              | 1996      |
| 3      | Martina Hingisová           | 1997–1998 |

### Nejvíce let v řadě s alespoň jedním titulem
| Počet let | období    | tenistka             |
| --------- | --------- | -------------------- |
| 13        | 1974–1986 | Chris Evertová       |
| 10        | 1987–1996 | Steffi Grafová       |
| 7         | 1927–1933 | Helen Wills Moodyová |
| 7         | 1960–1966 | Margaret Courtová    |
| 7         | 1981–1987 | Martina Navrátilová  |

### Tituly otevřené éry podle států
| P   | stát                    | titulů |
| --- | ----------------------- | ------ |
| 1.  | Spojené státy americké  | 90     |
| 2.  | Německo Západní Německo | 25     |
| 3.  | Austrálie               | 23     |
| 4.  | Belgie                  | 11     |
| 5.  | Česko Československo    | 10     |
| 5.  | Jugoslávie Srbsko       | 10     |
| 7.  | Rusko                   | 8      |
| 8.  | Španělsko               | 7      |
| 9.  | Spojené království      | 6      |
| 9.  | Polsko                  | 6      |
| 11. | Švýcarsko               | 5      |
| 11. | Francie                 | 5      |
| 13. | Japonsko                | 4      |
| 14. | Rumunsko                | 3      |
| 15. | Čína                    | 2      |
| 15. | Itálie                  | 2      |
| 15. | Bělorusko               | 2      |
| 18. | Argentina               | 1      |
| 18. | Chorvatsko              | 1      |
| 18. | Lotyšsko                | 1      |
| 18. | Dánsko                  | 1      |
| 18. | Kanada                  | 1      |
| 18. | Kazachstán              | 1      |

Vysvětlivky
1. ↑  Tituly Aryny Sabalenkové z Australian Open 2023 i 2024 a také US Open 2024 nebyly Bělorusku započítány pro neutralizovaný start ruských a běloruských tenistů v ročníku.

## Mužská čtyřhra

### Deblisté s kariérním Grand Slamem
Kariérní grandslam v mužské čtyřhře získalo 24 tenistů včetně 16 deblistů s jediným spoluhráčem. Osm z nich vybojovalo dvojitý, a Roy Emerson s Johnem Newcombem trojitý kariérní grandslam.
| Tenisté, kteří vyhráli všechny čtyři Grand Slamy                                                                                              | Tenisté, kteří vyhráli všechny čtyři Grand Slamy | Tenisté, kteří vyhráli všechny čtyři Grand Slamy | Tenisté, kteří vyhráli všechny čtyři Grand Slamy | Tenisté, kteří vyhráli všechny čtyři Grand Slamy | Tenisté, kteří vyhráli všechny čtyři Grand Slamy | Tenisté, kteří vyhráli všechny čtyři Grand Slamy |
| Poř. | Tenista                                          | věk                                              | Australian Open                                  | French Open                                      | Wimbledon                                        | US Open                                          |
| --- | ------------------------------------------------ | ------------------------------------------------ | ------------------------------------------------ | ------------------------------------------------ | ------------------------------------------------ | ------------------------------------------------ |
| 1. | Adrian Quist                                     | 26 let                                           | 1936                                             | 1935                                             | 1935                                             | 1939                                             |
| 2. | Frank Sedgman                                    | 23 let                                           | 1951                                             | 1951                                             | 1948                                             | 1950                                             |
| 3. | Ken McGregor                                     | 22 let                                           | 1951                                             | 1951                                             | 1951                                             | 1951                                             |
| 4. | Lew Hoad                                         | 21 let                                           | 1953                                             | 1953                                             | 1953                                             | 1956                                             |
| 4. | Ken Rosewall                                     | 21 let                                           | 1953                                             | 1953                                             | 1953                                             | 1956                                             |
| 6. | Neale Fraser                                     | 25 let                                           | 1957                                             | 1958                                             | 1959                                             | 1957                                             |
| 7. | Roy Emerson                                      | 25 let                                           | 1962                                             | 1960                                             | 1959                                             | 1959                                             |
| 8. | Fred Stolle                                      | 26 let                                           | 1963                                             | 1965                                             | 1962                                             | 1965                                             |
| 9. | John Newcombe                                    | 23 let                                           | 1965                                             | 1967                                             | 1965                                             | 1967                                             |
| 9. | Tony Roche                                       | 22 let                                           | 1965                                             | 1967                                             | 1965                                             | 1967                                             |
| 11. | Bob Hewitt                                       | 37 let                                           | 1963                                             | 1972                                             | 1962                                             | 1977                                             |
| 12. | John Fitzgerald                                  | 28 let                                           | 1982                                             | 1986                                             | 1989                                             | 1984                                             |
| 12. | Anders Järryd                                    | 27 let                                           | 1987                                             | 1983                                             | 1989                                             | 1987                                             |
| 14. | Jacco Eltingh                                    | 27 let                                           | 1994                                             | 1995                                             | 1998                                             | 1994                                             |
| 14. | Paul Haarhuis                                    | 32 let                                           | 1994                                             | 1995                                             | 1998                                             | 1994                                             |
| 16. | Todd Woodbridge                                  | 29 let                                           | 1992                                             | 2000                                             | 1993                                             | 1995                                             |
| 16. | Mark Woodforde                                   | 34 let                                           | 1992                                             | 2000                                             | 1993                                             | 1989                                             |
| 18. | Jonas Björkman                                   | 32 let                                           | 1998                                             | 2005                                             | 2002                                             | 2003                                             |
| 19. | Bob Bryan                                        | 28 let                                           | 2006                                             | 2003                                             | 2006                                             | 2005                                             |
| 19. | Mike Bryan                                       | 28 let                                           | 2006                                             | 2003                                             | 2006                                             | 2005                                             |
| 21. | Daniel Nestor                                    | 35 let                                           | 2002                                             | 2007                                             | 2008                                             | 2004                                             |
| 22. | Leander Paes                                     | 38 let                                           | 2012                                             | 1999                                             | 1999                                             | 2006                                             |
| 23. | Pierre-Hugues Herbert                            | 27 let                                           | 2019                                             | 2018                                             | 2016                                             | 2015                                             |
| 23. | Nicolas Mahut                                    | 37 let                                           | 2019                                             | 2018                                             | 2016                                             | 2015                                             |
| 24. | Mate Pavić                                       | 30 let                                           | 2018                                             | 2024                                             | 2021                                             | 2020                                             |
| Uvedeny jsou vždy roky prvních titulů; tučně je zvýrazněn poslední čtvrtý turnaj, kterým hráč zkompletoval kariérní Grand Slam a věk završení |                                                  |                                                  |                                                  |                                                  |                                                  |                                                  |

### Páry s kariérním Grand Slamem
| Páry, které vyhrály všechny čtyři Grand Slamy                                                                                                | Páry, které vyhrály všechny čtyři Grand Slamy | Páry, které vyhrály všechny čtyři Grand Slamy | Páry, které vyhrály všechny čtyři Grand Slamy | Páry, které vyhrály všechny čtyři Grand Slamy | Páry, které vyhrály všechny čtyři Grand Slamy | Páry, které vyhrály všechny čtyři Grand Slamy |
| Poř. | Pár                                           | věk                                           | Australian Open                               | French Open                                   | Wimbledon                                     | US Open                                       |
| --- | --------------------------------------------- | --------------------------------------------- | --------------------------------------------- | --------------------------------------------- | --------------------------------------------- | --------------------------------------------- |
| 1. | Frank Sedgman Ken McGregor                    | 24 let 23 let                                 | 1951                                          | 1951                                          | 1951                                          | 1951                                          |
| 2. | Ken Rosewall Lew Hoad                         | 22 let 21 let                                 | 1953                                          | 1953                                          | 1953                                          | 1956                                          |
| 3. | Neale Fraser Roy Emerson                      | 28 let 25 let                                 | 1962                                          | 1960                                          | 1959                                          | 1959                                          |
| 4. | John Newcombe Tony Roche                      | 23 let 24 let                                 | 1965                                          | 1967                                          | 1965                                          | 1967                                          |
| 5. | Jacco Eltingh Paul Haarhuis                   | 28 let 32 let                                 | 1994                                          | 1995                                          | 1998                                          | 1994                                          |
| 6. | Mark Woodforde Todd Woodbridge                | 34 let 29 let                                 | 1992                                          | 2000                                          | 1993                                          | 1995                                          |
| 7. | Bob Bryan Mike Bryan                          | 28 let                                        | 2006                                          | 2003                                          | 2006                                          | 2005                                          |
| 8. | Pierre-Hugues Herbert Nicolas Mahut           | 27 let 37 let                                 | 2019                                          | 2018                                          | 2016                                          | 2015                                          |
| Uvedeny jsou vždy roky prvních titulů; tučně je zvýrazněn poslední čtvrtý turnaj, kterým pát zkompletoval kariérní Grand Slam a věk završení |                                               |                                               |                                               |                                               |                                               |                                               |

## Ženská čtyřhra

### Deblistky s kariérním Grand Slamem
Kariérní grandslam v ženské čtyřhře získalo 23 tenistek včetně 14 deblistek s jedinou spoluhráčkou. Devět z nich vybojovalo minimálně dvojitý kariérní grandslam, v čele s Martinou Navrátilovou, která na každém z majorů zvítězila alespoň sedmkrát.
| Tenistky, které vyhrály všechny čtyři Grand Slamy                                                                                                | Tenistky, které vyhrály všechny čtyři Grand Slamy | Tenistky, které vyhrály všechny čtyři Grand Slamy | Tenistky, které vyhrály všechny čtyři Grand Slamy | Tenistky, které vyhrály všechny čtyři Grand Slamy | Tenistky, které vyhrály všechny čtyři Grand Slamy | Tenistky, které vyhrály všechny čtyři Grand Slamy |
| Poř. | Tenistka                                          | věk                                               | Australian Open                                   | French Open                                       | Wimbledon                                         | US Open                                           |
| --- | ------------------------------------------------- | ------------------------------------------------- | ------------------------------------------------- | ------------------------------------------------- | ------------------------------------------------- | ------------------------------------------------- |
| 1. | Louise Brough Clappová                            | 27 let                                            | 1950                                              | 1946                                              | 1946                                              | 1942                                              |
| 2. | Doris Hartová                                     | 26 let                                            | 1949                                              | 1951                                              | 1951                                              | 1951                                              |
| 3. | Shirley Fry Irvinová                              | 30 let                                            | 1957                                              | 1950                                              | 1951                                              | 1951                                              |
| 4. | Maria Buenová                                     | 20 let                                            | 1960                                              | 1960                                              | 1958                                              | 1960                                              |
| 5. | Margaret Courtová                                 | 22 let                                            | 1961                                              | 1964                                              | 1964                                              | 1963                                              |
| 5. | Lesley Turner Bowreyová                           | 21 let                                            | 1964                                              | 1964                                              | 1964                                              | 1961                                              |
| 7. | Judy Tegartová Daltonová                          | 32 let                                            | 1964                                              | 1966                                              | 1969                                              | 1970                                              |
| 8. | / Martina Navrátilová                             | 23 let                                            | 1980                                              | 1975                                              | 1976                                              | 1977                                              |
| 9. | Kathy Jordanová                                   | 21 let                                            | 1981                                              | 1980                                              | 1980                                              | 1981                                              |
| 9. | Anne Smithová                                     | 21 let                                            | 1981                                              | 1980                                              | 1980                                              | 1981                                              |
| 11. | Pam Shriverová                                    | 21 let                                            | 1982                                              | 1984                                              | 1981                                              | 1983                                              |
| 12. | Helena Suková                                     | 25 let                                            | 1990                                              | 1990                                              | 1987                                              | 1985                                              |
| 13. | Gigi Fernándezová                                 | 28 let                                            | 1993                                              | 1991                                              | 1992                                              | 1988                                              |
| 13. | / Nataša Zverevová                                | 21 let                                            | 1993                                              | 1989                                              | 1991                                              | 1991                                              |
| 15. | Jana Novotná                                      | 25 let                                            | 1990                                              | 1990                                              | 1989                                              | 1994                                              |
| 16. | Martina Hingisová                                 | 17 let                                            | 1997                                              | 1998                                              | 1996                                              | 1998                                              |
| 17. | Serena Williamsová                                | 19 let                                            | 2001                                              | 1999                                              | 2000                                              | 1999                                              |
| 17. | Venus Williamsová                                 | 20 let                                            | 2001                                              | 1999                                              | 2000                                              | 1999                                              |
| 19. | Lisa Raymondová                                   | 33 let                                            | 2000                                              | 2006                                              | 2001                                              | 2001                                              |
| 20. | Sara Erraniová                                    | 27 let                                            | 2013                                              | 2012                                              | 2014                                              | 2012                                              |
| 20. | Roberta Vinciová                                  | 31 let                                            | 2013                                              | 2012                                              | 2014                                              | 2012                                              |
| 22. | Barbora Krejčíková                                | 26 let                                            | 2022                                              | 2018                                              | 2018                                              | 2022                                              |
| 22. | Kateřina Siniaková                                | 26 let                                            | 2022                                              | 2018                                              | 2018                                              | 2022                                              |
| Uvedeny jsou vždy roky prvních titulů; tučně je zvýrazněn poslední čtvrtý turnaj, kterým hráčka zkompletovala kariérní Grand Slam a věk završení |                                                   |                                                   |                                                   |                                                   |                                                   |                                                   |

### Páry s kariérním Grand Slamem
| Páry, které vyhrály všechny čtyři Grand Slamy                                                                                                | Páry, které vyhrály všechny čtyři Grand Slamy | Páry, které vyhrály všechny čtyři Grand Slamy | Páry, které vyhrály všechny čtyři Grand Slamy | Páry, které vyhrály všechny čtyři Grand Slamy | Páry, které vyhrály všechny čtyři Grand Slamy | Páry, které vyhrály všechny čtyři Grand Slamy |
| Poř. | Pár                                           | věk                                           | Australian Open                               | French Open                                   | Wimbledon                                     | US Open                                       |
| --- | --------------------------------------------- | --------------------------------------------- | --------------------------------------------- | --------------------------------------------- | --------------------------------------------- | --------------------------------------------- |
| 1. | Judy Tegartová Daltonová Margaret Courtová    | 32 let 27 let                                 | 1969                                          | 1966                                          | 1969                                          | 1970                                          |
| 2. | Anne Smithová Kathy Jordanová                 | 21 let                                        | 1981                                          | 1980                                          | 1980                                          | 1981                                          |
| 3. | Martina Navrátilová Pam Shriverová            | 28 let 21 let                                 | 1982                                          | 1984                                          | 1982                                          | 1983                                          |
| 4. | Gigi Fernándezová Nataša Zverevová            | 28 let 21 let                                 | 1993                                          | 1992                                          | 1992                                          | 1992                                          |
| 5. | Serena Williamsová Venus Williamsová          | 19 let 20 let                                 | 2001                                          | 1999                                          | 2000                                          | 1999                                          |
| 6. | Roberta Vinciová Sara Erraniová               | 31 let 27 let                                 | 2013                                          | 2012                                          | 2014                                          | 2012                                          |
| 7. | Barbora Krejčíková Kateřina Siniaková         | 26 let                                        | 2022                                          | 2018                                          | 2018                                          | 2022                                          |
| Uvedeny jsou vždy roky prvních titulů; tučně je zvýrazněn poslední čtvrtý turnaj, kterým pár zkompletoval kariérní Grand Slam a věk završení |                                               |                                               |                                               |                                               |                                               |                                               |

## Smíšená čtyřhra

### Deblisté s kariérním Grand Slamem
Kariérní grandslam ve smíšené čtyřhře získalo 17 tenistů včetně 7 deblistů s jediným spoluhráčem – lichý počet, protože Courtová vyhrála s Fletcherem a podruhé s Riessenem. Čtyři z deblistů vybojovali alespoň dvojitý kariérní grandslam, vedeni Courtovou se čtyřmi takovými výhrami.
| Tenisté, kteří vyhráli všechny čtyři Grand Slamy                                                                                              | Tenisté, kteří vyhráli všechny čtyři Grand Slamy | Tenisté, kteří vyhráli všechny čtyři Grand Slamy | Tenisté, kteří vyhráli všechny čtyři Grand Slamy | Tenisté, kteří vyhráli všechny čtyři Grand Slamy | Tenisté, kteří vyhráli všechny čtyři Grand Slamy | Tenisté, kteří vyhráli všechny čtyři Grand Slamy |
| Poř. | Tenista                                          | věk                                              | Australian Open                                  | French Open                                      | Wimbledon                                        | US Open                                          |
| --- | ------------------------------------------------ | ------------------------------------------------ | ------------------------------------------------ | ------------------------------------------------ | ------------------------------------------------ | ------------------------------------------------ |
| 1. | Jean Borotra                                     | 29 let                                           | 1928                                             | 1927                                             | 1925                                             | 1926                                             |
| 2. | Doris Hartová                                    | 26 let                                           | 1949                                             | 1951                                             | 1951                                             | 1951                                             |
| 2. | Frank Sedgman                                    | 21 let                                           | 1949                                             | 1951                                             | 1951                                             | 1951                                             |
| 4. | Margaret Courtová                                | 20 let                                           | 1963                                             | 1963                                             | 1963                                             | 1961                                             |
| 5. | Ken Fletcher                                     | 23 let                                           | 1963                                             | 1963                                             | 1963                                             | 1963                                             |
| 6. | Owen Davidson                                    | 23 let                                           | 1965                                             | 1967                                             | 1967                                             | 1966                                             |
| 7. | Billie Jean Kingová                              | 24 let                                           | 1968                                             | 1967                                             | 1967                                             | 1967                                             |
| 8. | Marty Riessen                                    | 33 let                                           | 1969                                             | 1969                                             | 1975                                             | 1969                                             |
| 9. | Bob Hewitt                                       | 39 let                                           | 1961                                             | 1970                                             | 1977                                             | 1979                                             |
| 10. | Todd Woodbridge                                  | 24 let                                           | 1993                                             | 1992                                             | 1994                                             | 1990                                             |
| 11. | Mark Woodforde                                   | 27 let                                           | 1992                                             | 1995                                             | 1993                                             | 1992                                             |
| 12. | / Martina Navrátilová                            | 46 let                                           | 2003                                             | 1974                                             | 1985                                             | 1985                                             |
| 13. | Daniela Hantuchová                               | 22 let                                           | 2002                                             | 2005                                             | 2001                                             | 2005                                             |
| 14 | Maheš Bhúpatí                                    | 29 let                                           | 2006                                             | 1997                                             | 2002                                             | 1999                                             |
| 15. | Cara Blacková                                    | 30 let                                           | 2010                                             | 2002                                             | 2004                                             | 2008                                             |
| 16. | Leander Paes                                     | 42 let                                           | 2003                                             | 2016                                             | 1999                                             | 2008                                             |
| 16. | Martina Hingisová                                | 35 let                                           | 2006                                             | 2016                                             | 2015                                             | 2015                                             |
| Uvedeny jsou vždy roky prvních titulů; tučně je zvýrazněn poslední čtvrtý turnaj, kterým hráč zkompletoval kariérní Grand Slam a věk završení |                                                  |                                                  |                                                  |                                                  |                                                  |                                                  |

### Páry s kariérním Grand Slamem
| Páry, které vyhrály všechny čtyři Grand Slamy                                                                                                | Páry, které vyhrály všechny čtyři Grand Slamy | Páry, které vyhrály všechny čtyři Grand Slamy | Páry, které vyhrály všechny čtyři Grand Slamy | Páry, které vyhrály všechny čtyři Grand Slamy | Páry, které vyhrály všechny čtyři Grand Slamy | Páry, které vyhrály všechny čtyři Grand Slamy |
| Poř. | Pár                                           | věk                                           | Australian Open                               | French Open                                   | Wimbledon                                     | US Open                                       |
| --- | --------------------------------------------- | --------------------------------------------- | --------------------------------------------- | --------------------------------------------- | --------------------------------------------- | --------------------------------------------- |
| 1. | Doris Hartová Frank Sedgman                   | 21 let 26 let                                 | 1949                                          | 1951                                          | 1951                                          | 1951                                          |
| 2. | Ken Fletcher Margaret Courtová                | 23 let 21 let                                 | 1963                                          | 1963                                          | 1963                                          | 1963                                          |
| 3. | Marty Riessen Margaret Courtová               | 33 let 32 let                                 | 1969                                          | 1969                                          | 1975                                          | 1969                                          |
| 4. | Leander Paes Martina Hingisová                | 42 let 35 let                                 | 2015                                          | 2016                                          | 2015                                          | 2015                                          |
| Uvedeny jsou vždy roky prvních titulů; tučně je zvýrazněn poslední čtvrtý turnaj, kterým pár zkompletoval kariérní Grand Slam a věk završení |                                               |                                               |                                               |                                               |                                               |                                               |

## Nejvíce titulů podle soutěží grandslamu
| | Grand Slam                                 | soutěž  | mužské tituly                                                                                   | mužské tituly                         | ženské tituly                                                                                         | ženské tituly       |
| --- | ------------------------------------------ | ------- | ----------------------------------------------------------------------------------------------- | ------------------------------------- | --- | ------------------- |
| | Australian Championships / Australian Open | dvouhra | 10                                                                                              | Novak Djoković                        | 11 | Margaret Courtová   |
| čtyřhra | Australian Championships / Australian Open | 10      | Adrian Quist                                                                                    | 12                                    | Thelma Coyne Longová                                                                                  |                     |
| mix | Australian Championships / Australian Open | 4       | Harry Hopman Colin Long                                                                         | 4                                     | Thelma Coyne Longová Nancye Wynneová Daphne Akhurst Cozensová Nell Hall Hopmanová Margaret Courtová1) |                     |
| celkem | Australian Championships / Australian Open | 13      | Adrian Quist                                                                                    | 23                                    | Margaret Courtová1)                                                                                   |                     |
| | French Championships / French Open         | dvouhra | 14                                                                                              | Rafael Nadal                          | 7 | Chris Evertová      |
| čtyřhra | French Championships / French Open         | 6       | Roy Emerson                                                                                     | 7                                     | Martina Navrátilová                                                                                   |                     |
| mix | French Championships / French Open         | 3       | Ken Fletcher Jean-Claude Barclay                                                                | 4                                     | Margaret Courtová                                                                                     |                     |
| celkem | French Championships / French Open         | 14      | Rafael Nadal                                                                                    | 13                                    | Margaret Courtová                                                                                     |                     |
| | Wimbledon                                  | dvouhra | 8                                                                                               | Roger Federer                         | 9 | Martina Navrátilová |
| čtyřhra | Wimbledon                                  | 9       | Todd Woodbridge                                                                                 | 12                                    | Elizabeth Ryanová                                                                                     |                     |
| mix | Wimbledon                                  | 4       | Vic Seixas Ken Fletcher Owen Davidson Leander Paes                                              | 7                                     | Elizabeth Ryanová                                                                                     |                     |
| celkem | Wimbledon                                  | 13      | Lawrence Doherty                                                                                | 20                                    | Billie Jean Kingová Martina Navrátilová                                                               |                     |
| | U.S. Championships / US Open               | dvouhra | 7                                                                                               | Bill Larned Bill Tilden Richard Sears | 8 | Molla Malloryová    |
| čtyřhra | U.S. Championships / US Open               | 6       | Holcombe Ward Richard Sears                                                                     | 13                                    | Margaret Osborne duPontová                                                                            |                     |
| mix | U.S. Championships / US Open               | 4       | Edwin Fischer Wallace Johnson Bill Tilden William Talbert Marty Riessen Owen Davidson Bob Bryan | 9                                     | Margaret Osborne duPontová                                                                            |                     |
| celkem | U.S. Championships / US Open               | 16      | Bill Tilden                                                                                     | 25                                    | Margaret Osborne duPontová                                                                            |                     |
| | Celkem (absolutní rekordy titulů)          | dvouhra | 24                                                                                              | Novak Djoković                        | 24 | Margaret Courtová   |
| čtyřhra | Celkem (absolutní rekordy titulů)          | 17      | John Newcombe                                                                                   | 31                                    | Martina Navrátilová                                                                                   |                     |
| mix | Celkem (absolutní rekordy titulů)          | 11      | Owen Davidson1)                                                                                 | 21                                    | Margaret Courtová1)                                                                                   |                     |
| celkem | Celkem (absolutní rekordy titulů)          | 28      | Roy Emerson                                                                                     | 64                                    | Margaret Courtová1)                                                                                   |                     |
| 1) tituly Margaret Courtové (1965, 1969) a Owena Davidsona (1965) z mixu Australian vzešly z neodehraných finále. |                                            |         |                                                                                                 |                                       | |                     |

## Kalendářní Grand Slam

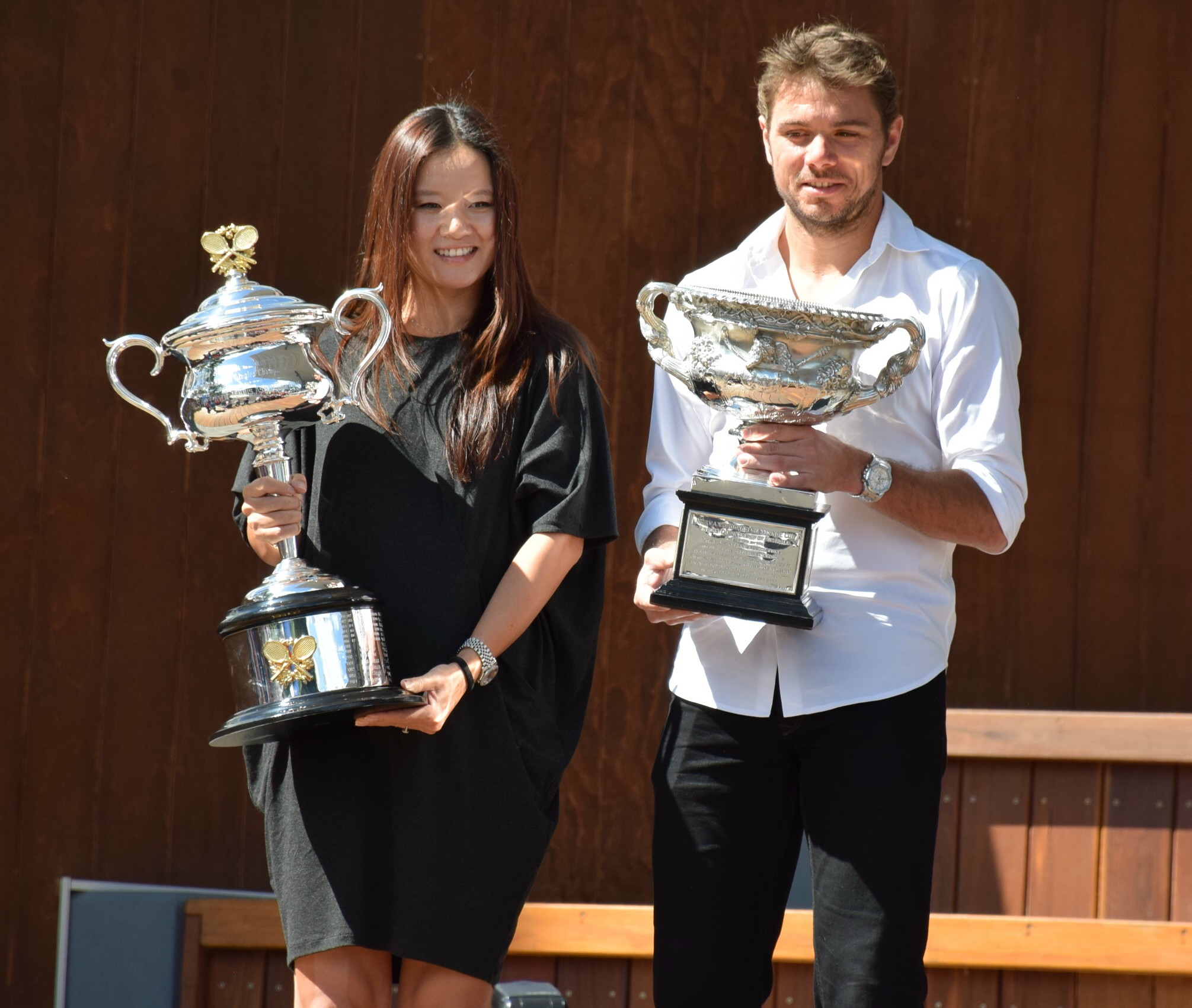
Li Na a Stan Wawrinka s trofejemi pro vítěze ženské a mužské dvouhry na Australian Open 2014

Kalendářní neboli sezónní Grand Slam představuje zisk titulů na všech čtyřech grandslamových turnajích – Australian Open, French Open, Wimbledonu a US Open, v jediném kalendářním roce, v jediné sezóně. V mužské dvouhře jej vyhráli pouze Američan Don Budge (1938) a dvakrát Australan Rod Laver (1962 a 1969). V ženském singlu čistý grandslam vybojovaly Američanka Maureen Connollyová (1953), Australanka Margaret Courtová (1970) a 19letá Němka Steffi Grafová (1988), která necelý měsíc po jeho zkompletování ovládla i Letní olympiádu 1988 a jako první si připsala tzv. Zlatý Slam. Vzhledem k vyšší konkurenci hráčů než v minulosti, stejně jako třem odlišným povrchům na grandslamu, je získání kalendářního grandslamu obtížné.
Rogeru Federerovi v letech 2006 a 2007 čistý grandslam unikl, když vyhrál Wimbledon, Australian Open i US Open. Z finále French Open však odešel poražen od Rafaela Nadala. V roce 2010 získal naopak tři tituly Nadal, ale skrečoval čtvrtfinále lednového Australian Open. V sezónách 2011, 2015, 2021 a 2023 triumfoval na třech majorech Srb Novak Djoković. Na Roland Garros 2011 skončil v semifinále. Třikrát jej od kalendářního grandslamu dělil jediný vyhraný zápas, když prohrál až ve finále French Open 2015 s Wawrinkou, US Open 2021 s Medveděvem a ve Wimbledonu 2023 s Alcarazem.
Martina Navrátilová ovládla šest grandslamů za sebou v letech 1983 a 1984. V sezóně 1983 ji o kariérní grandslam připravila Horvathová v osmifinále French Open a v roce 1984 její 74zápasovou neporazitelnost, znamenající rekord otevřené éry, ukončila v semifinále závěrečného majoru sezóny Australian Open 19letá Suková. Dvě výhry tak Navrátilovovou dělily od čístého grandslamu. Finálová prohra na French Open 1997 pak stála čistý grandslam Martinu Hingisovou. Sereně Williamsové scházela v sezóně 2002 ke zkompletování výhra na Australian Open, kde nestartovala. V roce 2015 ji zastavila semifinálová porážka na US Open.

### Tenisté s kalendářním grandslamem
| Č.  | Rok  | tenista               | soutěž          | kalendářní grandslam | kalendářní grandslam | kalendářní grandslam | kalendářní grandslam | poznámka                                                  |
| Č.  | Rok  | tenista               | soutěž          | Australian Open      | French Open          | Wimbledon            | US Open              | poznámka                                                  |
| --- | ---- | --------------------- | --------------- | -------------------- | -------------------- | -------------------- | -------------------- | --------------------------------------------------------- |
| 1.  | 1938 | Don Budge             | mužská dvouhra  | ●                    | ●                    | ●                    | ●                    | část 6 titulů v řadě                                      |
| 2.  | 1951 | Ken McGregor          | mužská čtyřhra  | ●                    | ●                    | ●                    | ●                    | část 7 titulů v řadě pro pár                              |
| 2.  | 1951 | Frank Sedgman         | mužská čtyřhra  | ●                    | ●                    | ●                    | ●                    | část 8 titulů v řadě s Bromwichem a McGregorem            |
| 3.  | 1953 | Maureen Connollyová   | ženská dvouhra  | ●                    | ●                    | ●                    | ●                    | část 6 titulů v řadě                                      |
| 4.  | 1960 | Maria Buenová         | ženská čtyřhra  | ●                    | ●                    | ●                    | ●                    | se spoluhráčkami Trumanovou a Hardovou                    |
| 5.  | 1962 | Rod Laver             | mužská dvouhra  | ●                    | ●                    | ●                    | ●                    |                                                           |
| 6.  | 1963 | Margaret Courtová     | smíšená čtyřhra | ●                    | ●                    | ●                    | ●                    | část 7 titulů v řadě se Stollem a Fletcherem              |
| 6.  | 1963 | Ken Fletcher          | smíšená čtyřhra | ●                    | ●                    | ●                    | ●                    | část 6 titulů v řadě s Courtovou                          |
| 7.  | 1965 | Margaret Courtová (2) | smíšená čtyřhra | ●                    | ●                    | ●                    | ●                    | část 5 titulů v řadě s Newcombem, Fletcherem a Stollem    |
| 8.  | 1967 | Owen Davidson         | smíšená čtyřhra | ●                    | ●                    | ●                    | ●                    | část 5 titulů v řadě s Floydovou, Turnerovou a Kingovou   |
| 9.  | 1969 | Rod Laver (2)         | mužská dvouhra  | ●                    | ●                    | ●                    | ●                    |                                                           |
| 10. | 1970 | Margaret Courtová (3) | ženská dvouhra  | ●                    | ●                    | ●                    | ●                    | část 6 titulů v řadě                                      |
|     |      |                       |                 | French Open          | Wimbledon            | US Open              | Australian Open      |                                                           |
| 11. | 1983 | Stefan Edberg         | dvouhra juniorů | ●                    | ●                    | ●                    | ●                    |                                                           |
| 12. | 1984 | Martina Navrátilová   | ženská čtyřhra  | ●                    | ●                    | ●                    | ●                    | část 8 titulů v řadě                                      |
| 12. | 1984 | Pam Shriverová        | ženská čtyřhra  | ●                    | ●                    | ●                    | ●                    | část 8 titulů v řadě                                      |
|     |      |                       |                 | Australian Open      | French Open          | Wimbledon            | US Open              |                                                           |
| 13. | 1988 | Steffi Grafová        | ženská dvouhra  | ●                    | ●                    | ●                    | ●                    | část 5 titulů v řadě                                      |
| 14. | 1998 | Martina Hingisová     | ženská čtyřhra  | ●                    | ●                    | ●                    | ●                    | část 5 titulů v řadě s Lučićovou, Novotnou a Kurnikovovou |

## Nekalendářní Grand Slam
Nekalendářní Grand Slam představuje zisk všech čtyř grandslamů za sebou během dvou kalendářních let. Sérii mohou zahájit druhý, třetí či čtvrtý grandslam v sezóně, nikoli však ten úvodní. Jím zahájená čtyřčlenná šňůra vede k zisku kalendářního grandslamu. Mezinárodní tenisová federace (ITF) se v roce 1982 zaručila uhradit 1 milion dolarů každému hráči dvouhry, který vyhraje čtyři grandslamy v řadě bez ohledu na jejich pořadí od prvního do čtvrtého z nich. Rada mužského tenisu (Men's Tennis Council), tehdejší řídící instituce mužského tenisu, deklarovala, že Grand Slam nemusí být nutně získán v rámci jednoho roku. Tuto revizi pojetí grandslamu přijali zástupci čtyř grandslamových turnajů na zasedání ve Wimbledonu. V dopise tenisovému novináři Paulu Feinovi z roku 1983 přesto generální sekretář ITF David Gray uvedl, že záměrem ITF nebyla žádná změna smyslu klasické definice Grand Slamu, jehož primárním významem zůstala výhra na čtyřech turnajích v jediném roce. Novinkou se pouze stala milionová nabídka singlistům, kteří budou vlastnit všechny čtyři tituly současně.
Prvním, kdo splnil kritéria ITF, se stala Martina Navrátilová. Výhrou na French Open 1984 držela trofeje na všech čtyřech turnajích, které však nevyhrála v jediném roce. Získala tak milionovou prémii. Některá média to komentovala sdělením, že si připsala Grand Slam. Sportovní novinář Curry Kirkpatrick ve vydání Sports Illustrated z června 1984 napsal: „Ať už byl Slam grandiózní, mimózní nebo komerční podvod pošpiněný hvězdičkou velikosti tenisového míčku, Martina Navrátilová to nakonec dokázala“.
Po zkompletování kalendářního grandslamu Steffi Grafovou v roce 1988, George Vecsey v deníku The New York Times uvedl: „Dokonce i Mezinárodní tenisová federace, která by měla více respektovat historii, v roce 1982 rozhodla, že vítězství na jakýchkoli čtyřech majorech za sebou představuje Grand Slam – a nabídla za to bonus 1 milionu dolarů ... Řada lidí z tenisu, a většina novinářů, a pravděpodobně také většina fanoušků ale nová pravidla nepřijala a ITF od tohoto triku upustila“.

### Tenisté s nekalendářním grandslamem
| AU              | FR          | WB        | US      |
| Australian Open | French Open | Wimbledon | US Open |

| Č.  | období    | tenista                 | soutěž          | Nekalendářní grandslam | Nekalendářní grandslam | Nekalendářní grandslam | Nekalendářní grandslam | Nekalendářní grandslam | Nekalendářní grandslam |
| Č.  | období    | tenista                 | soutěž          | 1.                     | 2.                     | 3.                     | 4.                     | další části            | další části            |
| --- | --------- | ----------------------- | --------------- | ---------------------- | ---------------------- | ---------------------- | ---------------------- | ---------------------- | ---------------------- |
| 1.  | 1949–1950 | Louise Broughová        | ženská čtyřhra  | 1949 FR                | 1949 WB                | 1949 US                | 1950 AU                | N/A                    | N/A                    |
| 2.  | 1967–1968 | Billie Jean Kingová     | smíšená čtyřhra | 1967 FR                | 1967 WB                | 1967 US                | 1968 AU                | N/A                    | N/A                    |
| 3.  | 1983–1984 | Martina Navrátilová     | ženská dvouhra  | 1983 WB                | 1983 US                | 1983 AU                | 1984 FR                | 1984 WB                | 1984 US                |
| 4.  | 1986–1987 | Martina Navrátilová (2) | ženská čtyřhra  | 1986 WB                | 1986 US                | 1987 AU                | 1987 FR                | 1986 FR                | 1986 FR                |
| 4.  | 1986–1987 | Pam Shriverová          | ženská čtyřhra  | 1986 WB                | 1986 US                | 1987 AU                | 1987 FR                | N/A                    | N/A                    |
| 5.  | 1992–1993 | Gigi Fernándezová       | ženská čtyřhra  | 1992 FR                | 1992 WB                | 1992 US                | 1993 AU                | 1993 FR                | 1993 WB                |
| 5.  | 1992–1993 | Nataša Zverevová        | ženská čtyřhra  | 1992 FR                | 1992 WB                | 1992 US                | 1993 AU                | 1993 FR                | 1993 WB                |
| 6.  | 1993–1994 | Steffi Grafová          | ženská dvouhra  | 1993 FR                | 1993 WB                | 1993 US                | 1994 AU                | N/A                    | N/A                    |
| 7.  | 1996–1997 | Nataša Zverevová (2)    | ženská čtyřhra  | 1996 US                | 1997 AU                | 1997 FR                | 1997 WB                | N/A                    | N/A                    |
| 8.  | 2002–2003 | Serena Williamsová      | ženská dvouhra  | 2002 FR                | 2002 WB                | 2002 US                | 2003 AU                | N/A                    | N/A                    |
| 10. | 2009–2010 | Serena Williamsová (2)  | ženská čtyřhra  | 2009 WB                | 2009 US                | 2010 AU                | 2010 FR                | N/A                    | N/A                    |
| 10. | 2009–2010 | Venus Williamsová       | ženská čtyřhra  | 2009 WB                | 2009 US                | 2010 AU                | 2010 FR                | N/A                    | N/A                    |
| 11. | 2012–2013 | Bob Bryan               | mužská čtyřhra  | 2012 US                | 2013 AU                | 2013 FR                | 2013 WB                | N/A                    | N/A                    |
| 11. | 2012–2013 | Mike Bryan              | mužská čtyřhra  | 2012 US                | 2013 AU                | 2013 FR                | 2013 WB                | N/A                    | N/A                    |
| 13. | 2014–2015 | Serena Williamsová (3)  | ženská dvouhra  | 2014 US                | 2015 AU                | 2015 FR                | 2015 WB                | N/A                    | N/A                    |
| 14. | 2015–2016 | Novak Djoković          | mužská dvouhra  | 2015 WB                | 2015 US                | 2016 AU                | 2016 FR                | N/A                    | N/A                    |

Vysvětlivky
1. ↑  Zahrnuti nejsou vítězové kalendářního grandslamu, kteří vyhráli pět a více titulů v řadě. Kombinace čtyř trofejí za sebou ve dvou sezónách u těchto tenistů vytváří také nekalendářní grandslam. Uvedeni jsou v sekci kalendářního grandslamu, a ve sloupci poznámky je uveden počet získaných titulů v řadě.
2. ↑  Sekce uvádí tituly, které přímo předcházely či navázaly na čtyři grandslamové trofeje tvořící nekalendářní grandslam daného tenisty. V kombinaci s částí těchto čtyř trofejí pak vytváří alternativní variantu nekalendářního grandslamu.
3. 1 2 3  Titul se spoluhráčkou Margaret duPontovou.
4. ↑  Titul se spoluhráčkou Doris Hartovou.
5. 1 2 3  Titul se spoluhráčem Owenem Davidsonem.
6. ↑  Titul se spoluhráčem Dickem Crealem.
7. ↑  Martina Navrátilová vyhrála v letech 1983–1984 šest grandslamů v řadě, v každé sezóně tři. Obě grandslamové sezóny začaly květnovým French Open a skončily prosincovým Australian Open.[10]
8. ↑  Titul se spoluhráčkou Andreou Temesváriovou.

## Kariérní Zlatý Slam
Související informace naleznete také v článkové sekci Kariérní Zlatý Masters.
Kariérní Zlatý Slam či kariérní Golden Slam představuje výhru na všech čtyřech grandslamových turnajích a zisk zlaté medaile na letních olympijských hrách. Původní termín „Golden Grand Slam“ (Zlatý Grand Slam), později zkrácený na „Golden Slam“ (Zlatý Slam), byl zaveden v roce 1988 ve spojitosti se znovuzařazením tenisu na program olympijských her a výkonem Němky Grafové v dané sezóně. Pouze Steffi Grafová dosáhla na kalendářní Zlatý Slam, když všech pět titulů vybojovala v jediném kalendářním roce, v ženské dvouhře sezóny 1988.
| Č. | tenista            | soutěž         | kariérní Zlatý Slam | kariérní Zlatý Slam | kariérní Zlatý Slam | kariérní Zlatý Slam | kariérní Zlatý Slam |
| Č. | tenista            | soutěž         | Australian Open     | French Open         | Wimbledon           | US Open             | Olympiáda           |
| --- | ------------------ | -------------- | ------------------- | ------------------- | ------------------- | ------------------- | ------------------- |
| 1. | Pam Shriverová     | ženská čtyřhra | 1982                | 1984                | 1981                | 1983                | 1988                |
| 2. | Steffi Grafová     | ženská dvouhra | 1988                | 1987                | 1988                | 1988                | 1988                |
| 3. | Gigi Fernándezová  | ženská čtyřhra | 1993                | 1991                | 1992                | 1988                | 1992                |
| 4. | Andre Agassi       | mužská dvouhra | 1995                | 1999                | 1992                | 1994                | 1996                |
| 5. | Todd Woodbridge    | mužská čtyřhra | 1992                | 2000                | 1993                | 1992                | 1996                |
| 5. | Mark Woodforde     | mužská čtyřhra | 1992                | 2000                | 1993                | 1992                | 1996                |
| 7. | Serena Williamsová | ženská čtyřhra | 2001                | 1999                | 2000                | 1999                | 2000                |
| 7. | Venus Williamsová  | ženská čtyřhra | 2001                | 1999                | 2000                | 1999                | 2000                |
| 9. | Daniel Nestor      | mužská čtyřhra | 2002                | 2007                | 2008                | 2004                | 2000                |
| 10. | Rafael Nadal       | mužská dvouhra | 2009                | 2005                | 2008                | 2010                | 2008                |
| 11. | Bob Bryan          | mužská čtyřhra | 2006                | 2003                | 2006                | 2005                | 2012                |
| 11. | Mike Bryan         | mužská čtyřhra | 2006                | 2003                | 2006                | 2005                | 2012                |
| 13. | Serena Williamsová | ženská dvouhra | 2003                | 2002                | 2002                | 1999                | 2012                |
| 14. | Barbora Krejčíková | ženská čtyřhra | 2022                | 2018                | 2018                | 2022                | 2020                |
| 14. | Kateřina Siniaková | ženská čtyřhra | 2022                | 2018                | 2018                | 2022                | 2020                |
| 16. | Mate Pavić         | mužská čtyřhra | 2018                | 2024                | 2021                | 2020                | 2020                |
| 17. | Novak Djoković     | mužská dvouhra | 2008                | 2016                | 2011                | 2011                | 2024                |
| 18. | Sara Erraniová     | ženská čtyřhra | 2013                | 2012                | 2014                | 2012                | 2024                |
| Uvedeny jsou vždy roky prvních titulů; tučně je zvýrazněn poslední pátý turnaj, kterým byl zkompletován kariérní Zlatý Slam |                    |                |                     |                     |                     |                     |                     |

## Kariérní Super Slam
Kariérní Super Slam představuje výhru na všech čtyřech grandslamových turnajích, závěrečné události – Turnaji mistrů u mužů a Turnaji mistryň u žen, v kombinaci se zlatou medailí z letních olympijských her. Pouze Němka Steffi Grafová dokázala zkompletovat tituly za sebou v rozmezí 12 měsíců a získala tak „nekalendářní Super Slam“ (výkon ze dvou sezón). Ačkoli se jí započítala již první trofej z červnového French Open 1987, tak obhájený titul z června 1988 znamenal, že od vítězného finále Turnaje mistryň z 22. listopadu 1987 do olympijského finále 1. října 1988, vyhrála všech šest turnajů za méně než jeden rok. Druhým singlistou se stal její pozdější manžel Andre Agassi, který sérii dovršil na French Open 1999, třetí v pořadí Serena Williamsová na londýnské olympiádě 2012 a čtvrtým Novak Djoković po triumfu na pařížském olympijském turnaji 2024.
| Č. | tenista            | soutěž         | kariérní Super Slam | kariérní Super Slam | kariérní Super Slam | kariérní Super Slam | kariérní Super Slam | kariérní Super Slam            |
| Č. | tenista            | soutěž         | Australian Open     | French Open         | Wimbledon           | US Open             | Olympiáda           | Turnaj mistrů / Turnaj mistryň |
| --- | ------------------ | -------------- | ------------------- | ------------------- | ------------------- | ------------------- | ------------------- | ------------------------------ |
| 1. | Pam Shriverová     | ženská čtyřhra | 1982                | 1984                | 1981                | 1983                | 1988                | 1981                           |
| 2. | Steffi Grafová     | ženská dvouhra | 1988                | 1987                | 1988                | 1988                | 1988                | 1987                           |
| 3. | Gigi Fernándezová  | ženská čtyřhra | 1993                | 1991                | 1992                | 1988                | 1992                | 1993                           |
| 4. | Andre Agassi       | mužská dvouhra | 1995                | 1999                | 1992                | 1994                | 1996                | 1990                           |
| 5. | Todd Woodbridge    | mužská čtyřhra | 1992                | 2000                | 1993                | 1992                | 1996                | 1992                           |
| 5. | Mark Woodforde     | mužská čtyřhra | 1992                | 2000                | 1993                | 1992                | 1996                | 1992                           |
| 7. | Daniel Nestor      | mužská čtyřhra | 2002                | 2007                | 2008                | 2004                | 2000                | 2007                           |
| 8. | Bob Bryan          | mužská čtyřhra | 2006                | 2003                | 2006                | 2005                | 2012                | 2003                           |
| 8. | Mike Bryan         | mužská čtyřhra | 2006                | 2003                | 2006                | 2005                | 2012                | 2003                           |
| 10. | Serena Williamsová | ženská dvouhra | 2003                | 2002                | 2002                | 1999                | 2012                | 2001                           |
| 11. | Barbora Krejčíková | ženská čtyřhra | 2022                | 2018                | 2018                | 2022                | 2020                | 2021                           |
| 11. | Kateřina Siniaková | ženská čtyřhra | 2022                | 2018                | 2018                | 2022                | 2020                | 2021                           |
| 13. | Novak Djoković     | mužská dvouhra | 2008                | 2016                | 2011                | 2011                | 2024                | 2008                           |
| Uvedeny jsou vždy roky prvních titulů; tučně je zvýrazněn poslední šestý turnaj, kterým byl zkompletován kariérní Super Slam |                    |                |                     |                     |                     |                     |                     |                                |

## Grandslamové turnaje

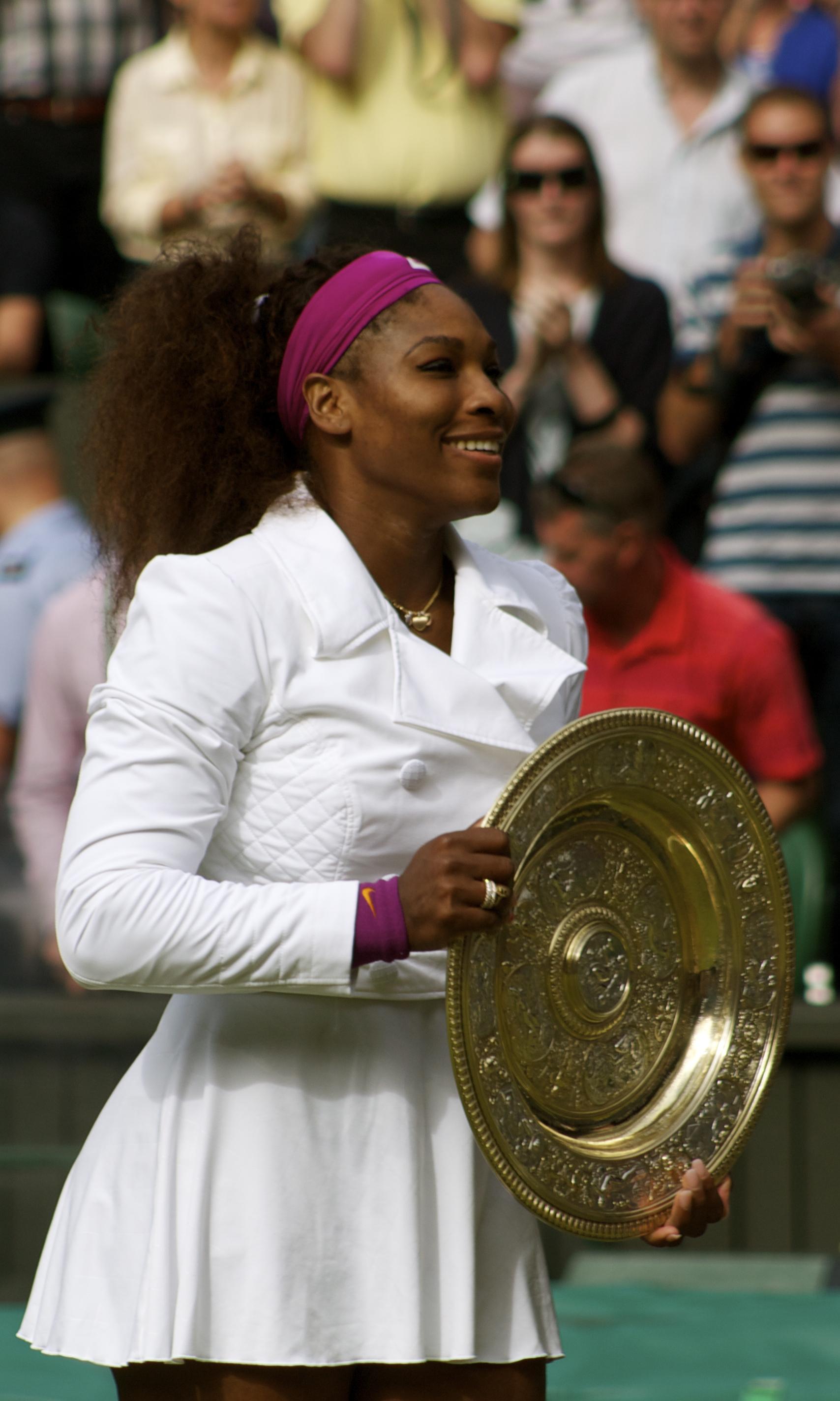
Serena Williamsová s mísou Venus Rosewater po zisku titulu ve Wimbledonu 2012

- Australian Open – povrch: tvrdý, Mezinárodní mistrovství Austrálie
  - Seznam vítězů mužské dvouhry na Australian Open
  - Seznam vítězek ženské dvouhry na Australian Open
  - Seznam vítězů mužské čtyřhry na Australian Open
  - Seznam vítězek ženské čtyřhry na Australian Open
  - Seznam vítězů smíšené čtyřhry na Australian Open

- French Open – povrch: antuka, Mezinárodní mistrovství Francie
  - Seznam vítězů mužské dvouhry na French Open
  - Seznam vítězek ženské dvouhry na French Open
  - Seznam vítězů mužské čtyřhry na French Open
  - Seznam vítězek ženské čtyřhry na French Open
  - Seznam vítězů smíšené čtyřhry na French Open

- Wimbledon – povrch: tráva, Mezinárodní mistrovství Anglie
  - Seznam vítězek ženské dvouhry ve Wimbledonu
  - Seznam vítězek ženské čtyřhry ve Wimbledonu
  - Seznam vítězů mužské dvouhry ve Wimbledonu
  - Seznam vítězů mužské čtyřhry ve Wimbledonu
  - Seznam vítězů smíšené čtyřhry ve Wimbledonu

- US Open – povrch: tvrdý, Mezinárodní mistrovství USA
  - Seznam vítězů mužské dvouhry na US Open
  - Seznam vítězek ženské dvouhry na US Open
  - Seznam vítězů mužské čtyřhry na US Open
  - Seznam vítězek ženské čtyřhry na US Open
  - Seznam vítězů smíšené čtyřhry na US Open

## Historické rekordy
| Nejdelší a nejkratší finále Grand Slamu                         | Nejdelší a nejkratší finále Grand Slamu | Nejdelší a nejkratší finále Grand Slamu | Nejdelší a nejkratší finále Grand Slamu | Nejdelší a nejkratší finále Grand Slamu |        |
| Soutěž Grand Slamu                                              | vítězové                                | finalisté                               | výsledek                                | čas finále                              | zdroj  |
| --------------------------------------------------------------- | --------------------------------------- | --------------------------------------- | --------------------------------------- | --------------------------------------- | ------ |
| Mužská dvouhra Australian Open 2012 (bez rozdílu soutěže)       | Novak Djoković                          | Rafael Nadal                            | 5–7, 6–4, 6–2, 6–7(5–7), 7–5            | 5 hodin a 53 minut                      | [ 28 ] |
| Ženská dvouhra Wimbledonu 1922 (ve dvouhře bez rozdílu soutěže) | Suzanne Lenglenová                      | Molla Malloryová                        | 6–2, 6–0                                | 23 minut                                | [ 29 ] |
| Ženská dvouhra French Open 1988 (ve dvouhře otevřené éry)       | Steffi Grafová                          | Nataša Zverevová                        | 6–0, 6–0                                | 32 minut                                | [ 30 ] |
| Grandslamový zápas hraný nejdéle do nočních hodin               |                                         |                                         |                                         |                                         |        |
| Soutěž Grand Slamu                                              | vítěz                                   | poražený                                | výsledek                                | dohráno                                 | zdroj  |
| 3. kolo Australian Open 2008                                    | Lleyton Hewitt                          | Marcos Baghdatis                        | 4–6, 7–5, 7–5, 6–7(4–7), 6–3            | ve 4.34 hod                             | [ 32 ] |